# NGC 122
NGC 122 في الفهرس العام الجديد، هو نجم، يقع في كوكبة قيطس. اكتشف في 27 سبتمبر 1880. بواسطة فيلهلم تمبل .

## روابط خارجية
- NGC 122 على موقع ويكي سكاي: DSS2, SDSS, GALEX, IRAS, Hydrogen α, X-Ray, Astrophoto, Sky Map, Articles and images